# KIC 9832227
KIC 9832227是在天鵝座的一個密接聯星系，距離大約2,060光年。 它也被確定為一顆食雙星，其軌道週期接近11小時。

## 2022年合併預測不正確

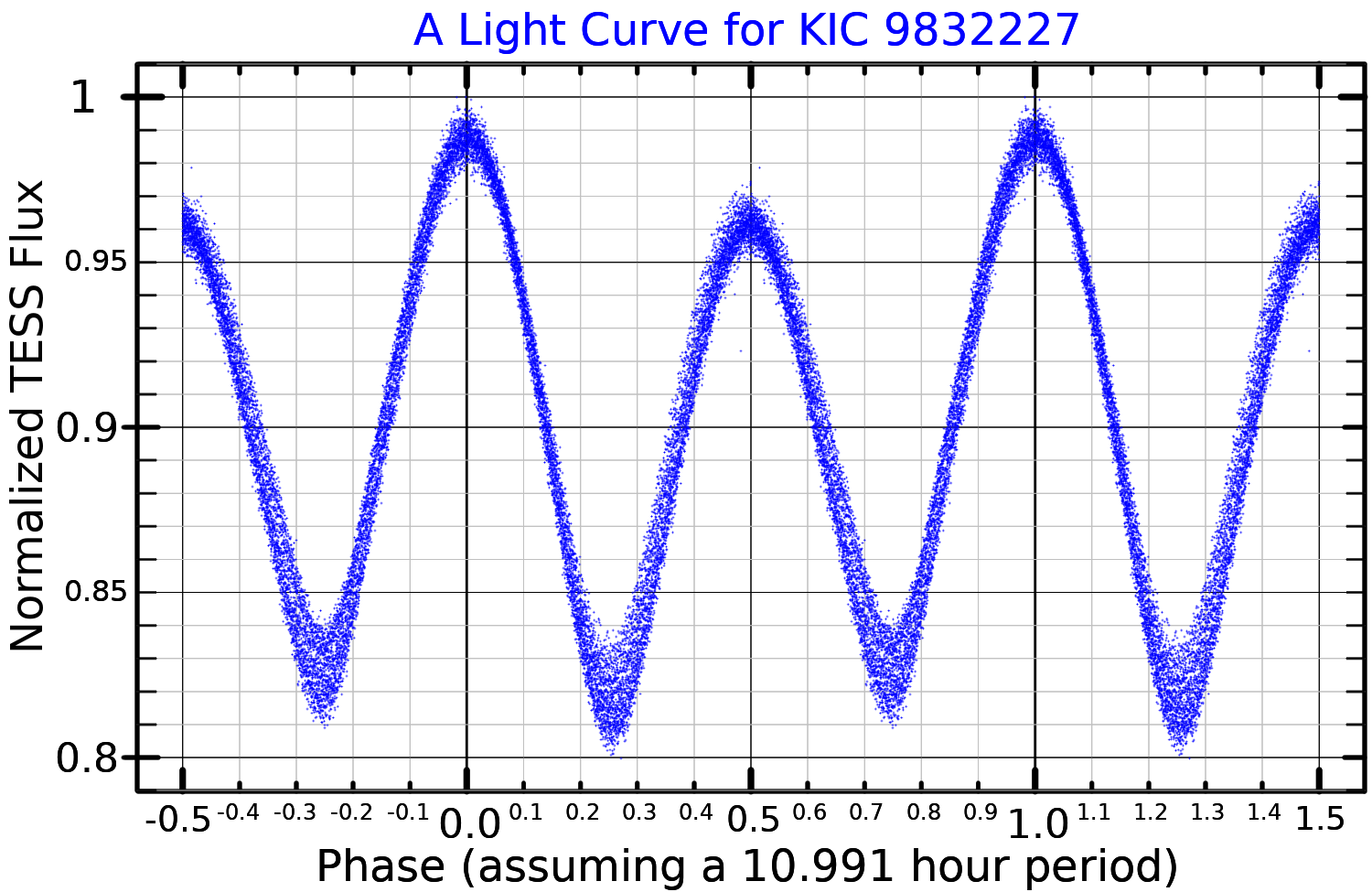
根據「TESS」數據繪製的KIC 9832227光變曲線。

在2017年，該系統被預測將在2022.2年（±0.6年）導致一次合併，產生一顆亮紅新星（LRN），其視星等達到2，或相當於北極星的亮度。LRN將在大約一個月內保持肉眼可見。依據預測，兩顆恆星核心的合併將產生一顆新的、更熱的、質量更大的主序星。然而，2018年9月對數據的重新分析表明，這一預測是基於錯誤的觀測時間，否定了預測的合併。
根據觀察，自2013年以來，KIC 9832227的變化期越來越短，因此預測合併將在2022年左右發生。2018年9月，有消息稱，最初的預測是基於一個數据集，該數据集的時間被錯誤地偏移了12小時，這一錯誤似乎誇大了軌道週期的衰减率。對錯誤的糾正表明，直到2008年左右，這一週期實際上一直在增加。週期變化的原因尚不清楚，但已確定系統不會在預測的時間合併。

## 外部連結
- Molnar, Lawrence;  et al.  (PDF). Calvin College draft. Calvin College Group. 4 January 2017  [8 January 2017]. （原始内容 (PDF)存档于7 January 2017）.
- Knapton, Sarah. . The Telegraph. 6 January 2017  [7 January 2017]. （原始内容存档于2021-02-01）.
- Byrd, Deborah. . EarthSky. EarthSky Communications. 6 January 2017  [7 January 2017]. （原始内容存档于2020-12-02）.
- Masi, Gianluca. . Virtual Telescope Project. 11 January 2017  [11 January 2017]. （原始内容存档于2020-12-29）.